# 1947 год в авиации
Список событий в авиации в 1947 году.

## События
- 8 января — первый полёт экспериментального самолёта Як-19.
- 28 мая — первый полёт экспериментального самолёта Су-11 (1947).
- 1 июня — первый полёт экспериментального самолёта Ла-160, первого советского самолёта с стреловидным крылом.
- 8 июля — первый полёт реактивного истребителя ОКБ Яковлева реданной схемы Як-23.
- 10 июля — первый полёт Airspeed AS.57 Ambassador, британского двухмоторного ближнемагистрального самолёта, способного перевозить до 49 пассажиров.
- 24 июля — первый полёт реактивного бомбардировщика Ил-22.
- 27 июля — первый полёт реактивного фронтового бомбардировщика Ту-12.[1]
- 9 августа — первый полёт прототипа аргентинского истребителя FMA I.Ae. 27 Pulqui[2].
- 21 августа вышло постановление ЦК КПСС и Совета Министров СССР по авиационному обеспечению проведения воздушных ядерных испытаний.[3]
- 26 августа — первый полёт экспериментального двухмоторного разведчика-корректировщика артиллерийского огня Су-12.
- 27 августа вышел приказ министра вооружённых сил СССР Н. А. Булганина по авиационному обеспечению проведения воздушных ядерных испытаний.[3]
- 31 августа — первый полёт лёгкого транспортного самолёта Ан-2.
- 18 сентября — первый полёт аргентинского учебного самолёта FMA I.Ae. 31 Colibrí.
- 24 сентября — основана авиакомпания Cyprus Airways.
- 20 октября — первый полёт Як-12 (пилот Ф. Л. Абрамов).
- 31 октября — первый полёт американского реактивного бомбардировщика Boeing B-47 Stratojet
- 10 ноября — подписан приказ главкома ВВС К. А. Вершинина о формировании 71-го полигона как воинской части 93851 с его штатной структурой.[3]
- 12 ноября — первый полёт вертолёта Ка-8
- 24 ноября — первый раз взлетел американский военно-транспортный самолёт Convair XC-99.
- 24 ноября — первый полёт американского палубного истребителя Grumman F9F Panther
- 3 декабря — первый полёт Бе-8.
- 20 декабря — первый полёт экспериментального вертолёта ОКБ Яковлева с коаксиальной схемой лопастей — ЭГ.
- 30 декабря — первый полёт МиГ-15.

### Без точной даты
- Основана авиакомпания Air Algérie.
- Основана авиакомпания Air Pacific.
- Основана авиакомпания Sudan Airways.
- Построен первый и единственный экземпляр реактивного фронтового бомбардировщика Су-10.

## Персоны

### Скончались
- 22 февраля — Лебедев, Владимир Александрович, один из первых пилотов-авиаторов в России, Президент Всероссийского аэроклуба (1917), видный энтузиаст и промышленник в области российского авиастроения, кавалер ордена Почётного легиона (Франция).
- 2 октября — Масленников, Борис Семёнович, один из первых российских авиаторов (диплом № 325 от 8 ноября 1910 года), талантливый изобретатель, предприниматель и организатор.